# حمام قاضی

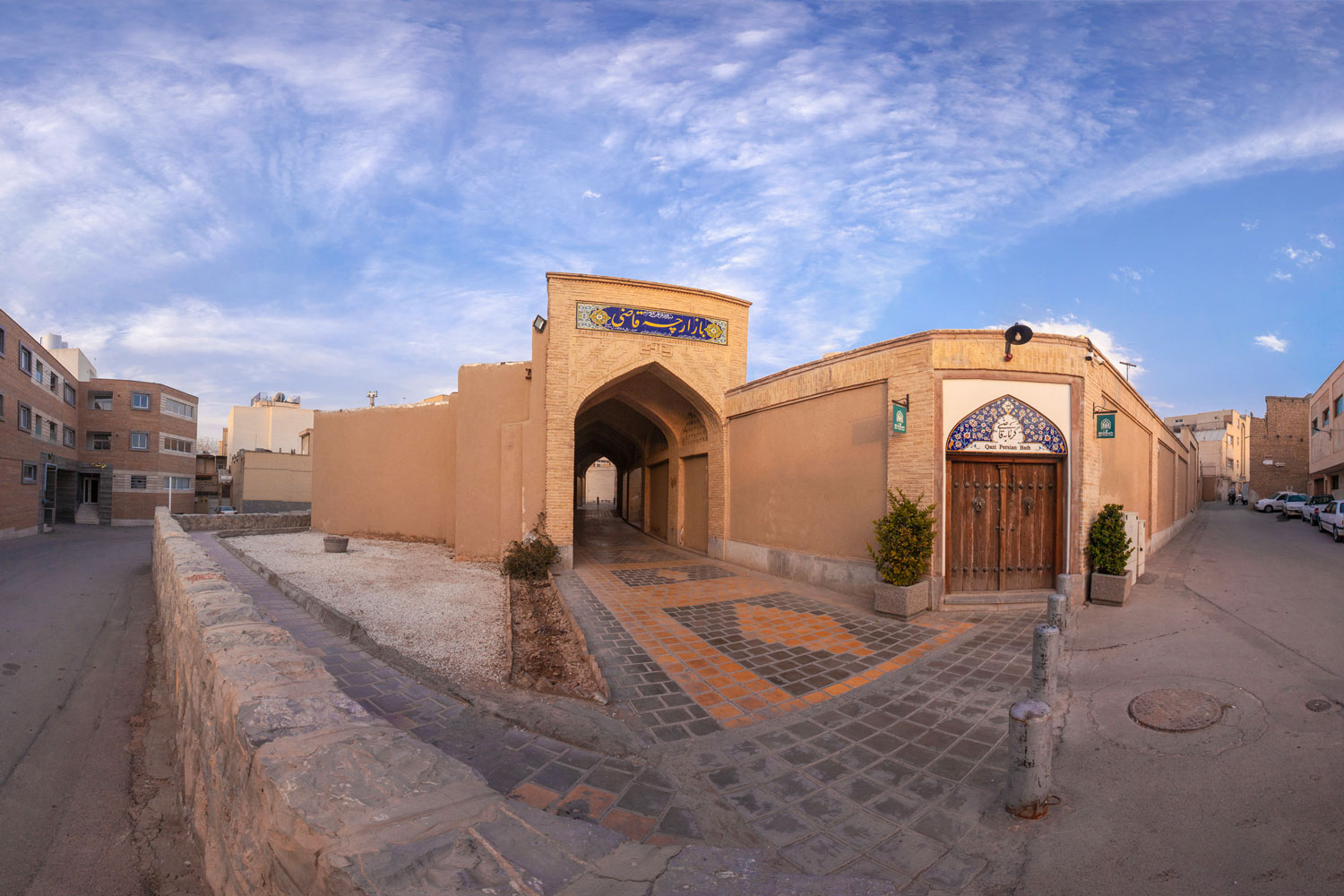
نمای بیرونی حمام قاضی

حمام قاضی واقع در خیابان ابن سینای اصفهان یکی از آثار باستانی این شهر می‌باشد. بخش‌هایی از این بنا در سال ۱۳۸۷ توسط برخی از اهالی تخریب شد.
«حمام ایرانی» که به‌عنوان یکی از جاذبه‌های گردشگری شهر اصفهان شناخته می‌شود و دلیل این اتفاق هم افتتاح گرمابه قاضی (Qazi Persian Bath) است. در یکی از کهن‌ترین محله‌های شهر و با فاصله کمتر از ده دقیقه پیاده‌روی تا مسجد جامع عتیق اصفهان بنایی وجود دارد که متولد دوره صفویه است و یکی از اجزای یک مجموعه متشکل از بازار و مسجد و حمام به شمار می آید.
حمام قاضی در شمال شهر اصفهان، در محله تاریخی شهشهان، کوچه سی‌وهفت خیابان ابن‌سینا و در جوار بازارچه قاضی قرار دارد.  بقعه شهشهان، بقعه باباقاسم، مدرس باباقاسم ، مدرس ابن‌سینا، مناره دردشت، خانه جواهری، عصارخانه جماله، خانه بهشتیان، حمام شیخ بهایی، بازارچه دردشت، دومنار دردشت، بقعه سلطان بخت‌آغا، امامزاده درب امام و خانه بخردی ازجمله جاذبه‌های گردشگری نزدیک به حمام قاضی می باشند.
شایان دکر است که بر اساس کتیبه موجود بر سردر مسجد قاضی، مشاعده می شود که گرمابه قاضی در حدود 370 سال پیش (در زمانه صفویه) به‌عنوان حلقه‌ای از زنجیره مجموعه‌ای متشکل از حمام، مسجد و بازارچه معروف به قاضی احداث و ساخته شده است.
ضمنااین حمام در مرکز محله شهشهان که یکی از محله‌های سرشناس و پرتراکم زمان صفویه اصفهان بوده، قرار دارد.
لازم بذکر است که در ابتدااین حمام یک قلو بوده، اما در زمان قاجاریه به حمام دوقلو تبدیل شده است. به عبارتی، تا پیش از زمان قاجار این حمام هم مثل باقی حمام‌های تاریخی، سحرگاهان مردانه بود، در میانه روز زنانه شد و در پایان روز پیش از غروب، دوباره درهایش به روی مردان باز می‌شده است.
ضمن اینکه پس از غروب هم زمان تعطیلی حمام بود. اما پس از دوقلو شدن، دیگر در تمام ساعات می‌توانست مورد رجوع آقایان و خانم‌های محله و محله‌های مجاور باشد؛ تا اینکه در زمان پهلوی و با تصویب قانون بلدیه (مصوبه 1309ه.ش) مسئله نظارت بر بهداشت حمام‌ها برعهده بلدیه‌ها گذاشته شد که بر اساس آن، استفاده از خزینه را منع کردند.